# Operación Pandora (Unión Soviética)
Operación Pandora (en ruso: операция Пандора) es el nombre que utilizó el desertor ruso Vasili Mitrojin para una supuesta medida activa de la KGB contra Estados Unidos durante la Guerra Fría. La intención era supuestamente iniciar una guerra racial que consumiría y autodestruiría a los Estados Unidos.
Según el historiador de inteligencia británico Christopher Andrew y Vasili Mitrojin en la publicación del Archivo Mitrojin:

"La KGB ordenó el uso de explosivos para exacerbar las tensiones raciales en la ciudad de Nueva York. El 25 de julio de 1971, el jefe del primer departamento (norteamericano) de la FCD de la KGB, Anatoli Tíjonovich Kiréyev, ordenó a la residencia de Nueva York que procediera con la operación. La KGB iba a colocar un paquete explosivo de acción retardada en 'la sección negra de Nueva York'. El objetivo preferido de Kiréyev era 'una de las universidades negras'. Después de la explosión, se ordenó a la residencia que hiciera llamadas telefónicas anónimas a dos o tres organizaciones negras, alegando que la explosión fue obra de la Liga de Defensa Judía".

## Antecedentes
Vasili Mitrojin fue un exarchivista de la KGB que desertó de la Unión Soviética al Reino Unido en 1992. Como parte de su deserción, Mitrojin ayudó a introducir de contrabando grandes cantidades de información confidencial de la KGB en el Reino Unido. Esta colección de documentos se compiló posteriormente y finalmente se conoció como el Archivo Mitrojin.

## Operación
La Operación Pandora fue un complot soviético encubierto para provocar una guerra racial en los Estados Unidos al avivar las tensiones raciales y exacerbar los conflictos existentes entre diferentes grupos raciales y étnicos. El plan fue concebido inicialmente a fines de la década de 1960 por la KGB, la agencia de inteligencia de la Unión Soviética, como parte de un esfuerzo más amplio para desestabilizar a Estados Unidos y debilitar su influencia en todo el mundo. El plan implicaba una estrategia compleja y a largo plazo de manipulación de varios grupos y organizaciones, incluidos el Ku Klux Klan (KKK), los grupos militantes negros (Partido Pantera Negra) y la Liga de Defensa Judía.
La KGB esperaba utilizar estos grupos para incitar a la violencia y el caos en los Estados Unidos, con el objetivo final de desencadenar una guerra civil e interrumpir la sociedad y el gobierno estadounidenses. El plan se centró en una serie de operaciones específicas, incluida la distribución de materiales de propaganda diseñados para exacerbar las tensiones raciales, la infiltración de organizaciones clave para recopilar información de inteligencia y sembrar la discordia, y la planificación de actos de violencia y sabotaje contra objetivos críticos militares y civiles. Uno de los elementos más notables de la Operación Pandora fue el complot para bombardear una universidad históricamente negra en Nueva York y culpar a la Liga de Defensa Judía.
El plan finalmente fue frustrado por las fuerzas del orden de los EE. UU., que descubrieron y desmantelaron una red de espionaje de la KGB en los Estados Unidos a principios de la década de 1980. La exposición del complot condujo a un mayor escrutinio de las actividades de inteligencia soviética en los Estados Unidos y destacó la amenaza constante que representa el espionaje y la subversión extranjeros.